# Алмейда, Андре (футболист, 2000)
Доми́нгуш Андре́ Рибе́йру Алме́йда (порт. Domingos André Ribeiro Almeida ; род. 30 мая 2000, Гимарайнш) — португальский футболист, полузащитник испанского клуба «Валенсия».

## Клубная карьера
Алмейда родился в Гимарайнше, что в исторической провинции Минью, и является воспитанником футбольной академии местной «Витории». В свои 16 лет Андре дебютировал за резервную команду в Лиге Про 2016/17 в матче против «Санта-Клары» (1:2).
Свой первый матч в составе основной команды в Примейра Лиге Алмейда провёл 18 августа 2019, где сыграл против «Боавишты» (1:1). 8 сентября того же года отличился дебютным голом за «Виторию», забитым в ворота «Риу Аве» (1:1).
25 августа 2022 он присоединился к «Валенсии», подписав с клубом 6-летний контракт. Дебютировал Алмейда в Ла Лиге 5 сентября в матче против «Хетафе» (5:1), заменив на 70-й минуте Нико Гонсалеса. А свой первый гол в чемпионате Андре забил «Сельте» 17 сентября (3:0).

## Карьера в сборной
Алмейда ранее выступал за юношеские и молодёжную сборные Португалии всех возрастов.